# Даглас B-23
Даглас B-23 Драгон (енгл. Douglas B-23 Dragon) је био амерички средњи бомбардер из периода пред почетак Другог свјетског рата, који је требало да наследи Даглас B-18. Производила га је фабрика Даглас.

## Развој
У односу на Даглас B-18 (то јест његову једну варијанту са појачаним моторима XB-22), авион Даглас B-23 је био потпуно нов пројект имао је повећан распон крила, повећан му је труп и побољшана аеродинамика, имао је нова повећана репна пераја и уграђени нови Рајт радијални 14-то цилиндрични мотори са 60% више снаге. Ради одбране из задње свере у репу му је уграђен митраљез. Као еволуција модела Даглас B-18, очекивало се да ће јачи мотори и побољшана аеродинамика авиона омогућити много боље летне особине. Први лет прототипа је изведен 27. јула 1939. године, а авион је ушао у серијску производњу одмах потом. Особине у лету су биле побољшане, али не колико је очекивано. Због тога, и слабе заштите, је авион убрзо по избијању рата пребачен на помоћне дужности.

## Употреба
Коришћен је у рату краткотрајно на пацифичкој обали САД за патролирање. Како је Боинг B-17 већ био у употреби, а са ратишта су долазили извјештаји о великим губицима слабо заштићених бомбардера, B-23 је учесвовао само у врло ограниченим борбеним акцијама. Неки су прерађени у транспортне авионе под ознаком UC-67, а неки кориштени за разне тестове, вучу једрилица и мета за гађање противавионске атриљерије. Послије Другог светског рата неки су наставили са улогом транспортера све до 1970-их година.
Сачувано је 4 музејска примерка овог авиона у музејима у Калифорнији, Вашингтону, Аризони и Охају.

## Карактеристике
Врста авиона:
- Посада: 6
- Први лет прототипа: 1939.
- Уведен у употребу: 1939.
- Крај употребе: као бомбардер 1942.
- Произвођач: Даглас

Димензије
- Дужина: 17.8
- Распон крила: 28
- Висина: 5.6
- Површина крила: 92.3
- Аеропрофил крила:

Масе
- Празан: 8,677
- Оптерећен: 12.000
- Највећа полетна маса: 14,700

Погонска група
- Мотори: два Рајт Р-2600 (Wright R-2600-3), 1,194 kW, 1,600 КС сваки
- Однос снага/тежина: 200

## Летне особине
- Највећа брзина: 453
- Крстарећа брзина:
- Радијус дејства: 2222
- Највећи долет:
- Оперативни врхунац лета: 9,630
- Брзина пењања: 7.6

## Наоружање
- Стрељачко: 3 митраљеза 7.62 mm и један 12.7
- Бомбе: до 1996